# Détective Conan : Stratégie en profondeur
Détective Conan : Stratégie en profondeur (名探偵コナン 水平線上の陰謀, Meitantei Konan: Suihei senjō no Sutoratejī) est un film d'animation japonais réalisé par Yasuichiro Yamamoto, sorti en 2005
Il s'agit du neuvième film tiré du manga Détective Conan.

## Synopsis
Un bateau  se cogne contre un iceberg et commence à couler en pleine mer. Son capitaine ainsi qu'un autre membre de l'équipage périssent dans le naufrage. Mais le vice-capitaine agit bizarrement…
Des années plus tard, à bord d'un luxueux yacht, dont le commandant n'est autre que le vice-capitaine évoqué précédemment, Conan et toute sa petite troupe au grand complet voguent au gré de cette paisible croisière. Bien évidemment, un événement viendra rapidement briser cette utopique félicité : Sonoko se fait attaquer, une passagère est assassinée et un autre disparaît. Conan a rapidement des soupçons sur un passager, mais celui-ci a un alibi imparable ! Conan saura-t-il le démonter ? Et arrivera-t-il à éviter que le bateau connaisse le même sort que le précédent ?

## Fiche technique
- Titre original : Meitantei Conan: Suihei senjō no Sutoratejī (名探偵コナン 水平線上の陰謀?)
- Titre français : Détective Conan : Stratégie en profondeur
- Société de production : Tokyo Movie Shinsha
- Durée : 108 minutes
- Dates de sortie : 9 avril 2005 en salles japonaises